# Patrick Ochs
Patrick Ochs (ur. 14 maja 1984 we Frankfurcie nad Menem) – niemiecki piłkarz występujący na pozycji obrońcy lub pomocnika. Od 2011 roku jest zawodnikiem VfL Wolfsburg.

## Kariera klubowa
Ochs jest wychowankiem klubu Germania Enkheim, w którym treningi rozpoczął w wieku 5 lat. Po dwóch latach przeszedł do juniorów Eintrachtu Frankfurt. Grał tam do 2002 roku. Wówczas trafił do juniorskiej ekipy Bayernu Monachium. W 2003 roku został włączony do jego rezerw. W 2004 roku powrócił do Eintrachtu Frankfurt, grającego w 2. Bundeslidze. W barwach Eintrachtu zadebiutował 9 sierpnia 2004 w zremisowanym 1:1 meczu z Alemannią Akwizgran. Od czasu debiutu Ochs stał się podstawowym graczem Eintrachtu. 19 listopada 2004 w wygranym 2:1 ligowym pojedynku z Rot-Weiß Erfurt strzelił pierwszego gola w trakcie ligowej kariery. W sezonie 2004/2005 zajął z klubem 3. miejsce w lidze i awansował z nim do Bundesligi. W tych rozgrywkach zadebiutował 7 sierpnia 2005 w przegranym 1:4 spotkaniu z Bayerem 04 Leverkusen. W 2006 roku zagrał z Eintrachtem w finale Puchar Niemiec, ale jego klub przegrał tam 0:1 z Bayernem Monachium. 17 września 2006 w wygranym 3:1 meczu z Bayerem Leverkusen Ochs zdobył pierwszą bramkę w trakcie gry w Bundeslidze. W sezonie 2007/2008 zajął z klubem 9. pozycję w lidze, która była najwyższą w trakcie gry z Eintrachtem w Bundeslidze.
W 2011 roku Ochs przeszedł do VfL Wolfsburg.

## Kariera reprezentacyjna
Ochs rozegrał dziewięć spotkań w reprezentacji Niemiec U-21. Był uczestnikiem Mistrzostwa Europy U-21 w 2006 roku, na których rozegrał jedno spotkanie, a jego reprezentacja odpadła z turnieju po fazie grupowej.